# 音威子府中継局
音威子府中継局（おといねっぷちゅうけいきょく）は、北海道中川郡美深町清水にあったアナログテレビ中継局。

## 概要
- 音威子府中継局を設置していたのはNHK旭川放送局とHBCのみで、その他については名寄中継局か知駒中継局のどちらかが受信されていた。そのため、アナログ放送で名寄中継局・知駒中継局が受信しにくい地域向けの中継局となっていたが、名寄中継局と知駒中継局の間は長距離伝播やVHFチャンネルの相互混信などによって画質劣化が甚だしかったことから、これを改善するのと名寄中継局・知駒中継局の中間に位置する音威子府地区での中継を目的として設置されたものである。
- 地デジ化は、NHKも民放も非該当となっており、2011年7月24日をもって廃止された。

## 送信設備
| チャンネル 番号 | 放送局名             | 空中線 電力       | ERP                | 偏波面       | 放送対象地域                         | 放送区域 内世帯数 | 開局日          |
| --------------- | -------------------- | ----------------- | ------------------ | ------------ | ------------------------------------ | ----------------- | --------------- |
| 49              | NHK 旭川教育         | 映像10W/ 音声2.5W | 映像440W/ 音声110W | 水平偏波     | 全国                                 | 不明              | 1973年 11月15日 |
| 53              | NHK 旭川総合         | 映像10W/ 音声2.5W | 映像430W/ 音声105W | 水平偏波     | 道北圏 （上川・留萌・ 宗谷・北空知） | 不明              | 1973年 11月15日 |
| 55              | HBC 北海道放送       | 映像10W/ 音声2.5W | 映像410W/ 音声105W | 水平偏波     | 北海道                               | 不明              | 1975年 12月15日 |
| （割当なし）    | STV 札幌テレビ放送   | （開局せず）      | （開局せず）       | （開局せず） | （開局せず）                         | （開局せず）      | （開局せず）    |
| （割当なし）    | HTB 北海道テレビ放送 | （開局せず）      | （開局せず）       | （開局せず） | （開局せず）                         | （開局せず）      | （開局せず）    |
| （割当なし）    | UHB 北海道文化放送   | （開局せず）      | （開局せず）       | （開局せず） | （開局せず）                         | （開局せず）      | （開局せず）    |
| （割当なし）    | TVh テレビ北海道     | （開局せず）      | （開局せず）       | （開局せず） | （開局せず）                         | （開局せず）      | （開局せず）    |

- STV・HTB・UHBおよびFMラジオは名寄中継局や知駒中継局でカバー。TVhはアナログ放送ではカバーできなかったが、デジタル放送では2012年12月27日に開局した名寄中継局や2014年10月10日に開局した知駒中継局でカバーされている。
- 名寄市のコミュニティ放送局「Airてっし」が受信できる地域もある。

## 放送エリア
- 音威子府村全域および美深町の一部。